# Marketender
En marketender (fra lat. mercatus, "marked" via ital. mercatante "købmand" og ty. marketender) er en person med tilladelse til at sælge føde- og drikkevarer, tobak mm. til en snæver kreds fx på en kaserne, i et firma eller i en havekoloni. Foregår handelen i et dertil indrettet lokale, kaldes dette et marketenderi. 
I folkesprog kaldes marketenderiet ofte Marketutten eller blot Tutten.  